# Primul joc video

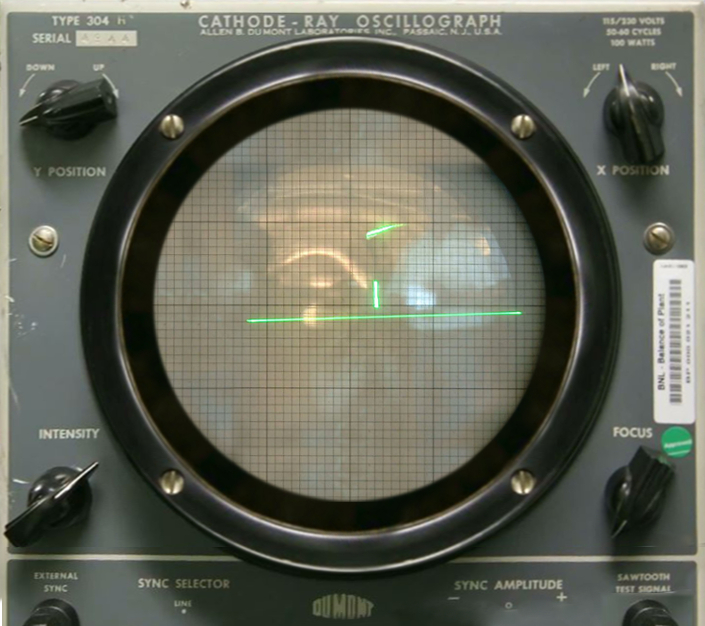
Tennis for Two este unul dintre primele jocuri video, creat de fizicianul american William Higinbotham în 1958. Dezvoltat pentru a demonstra principiile fizicii la Brookhaven National Laboratory, jocul simula un meci de tenis pe un osciloscop. Jucătorii controlau traiectoria mingii folosind butoane și butoane rotative. "Tennis for Two" este recunoscut pentru contribuția sa la evoluția timpurie a jocurilor video interactive.

Primul joc video este un subiect de dezbatere în rândul istoricilor și entuziaștilor de jocuri. Aceasta deoarece conceptul de "joc video" a evoluat odată cu tehnologia, iar primele iterații ale jocurilor pe computere și console erau adesea experimentale și rudimentare. Cu toate acestea, câteva creații timpurii sunt adesea recunoscute ca primele jocuri video.

## Definirea Primului Joc Video
Definirea exactă a "primului joc video" depinde de criteriile folosite. Dacă ne referim la un joc electronic care folosește un ecran pentru a afișa imagini generate, două dintre cele mai timpurii exemple sunt "Cathode Ray Tube Amusement Device" (1947) și "Tennis for Two" (1958).

## Cathode Ray Tube Amusement Device
"Cathode Ray Tube Amusement Device" a fost creat de Thomas T. Goldsmith Jr. și Estle Ray Mann în 1947. Acest dispozitiv folosea o tubă catodică și era inspirat de radarele din timpul celui de-Al Doilea Război Mondial. Jucătorii foloseau butoane și butoane rotative pentru a controla un punct pe ecran, simulând lansarea de rachete către ținte desenate pe ecran. Deși nu era interactiv în sensul modern al jocurilor video, acesta este considerat de unii istorici ca fiind primul exemplu de joc electronic interactiv.

## Tennis for Two
"Tennis for Two" a fost creat de fizicianul american William Higinbotham în 1958 la Brookhaven National Laboratory. Acest joc simula un meci de tenis pe un osciloscop, unde două linii reprezentau fileul și terenul de tenis, iar un punct luminos simula mingea de tenis. Jucătorii foloseau un controler pentru a ajusta traiectoria mingii peste fileu. "Tennis for Two" este considerat de mulți ca fiind primul joc video adevărat datorită interactivității sale și utilizării unui display grafic.

## Primul Joc Comercial: Pong
În 1972, Atari a lansat "Pong", un joc video arcade creat de Nolan Bushnell și Al Alcorn. "Pong" a fost primul joc video comercial de succes și a popularizat industria jocurilor video. Jocul era simplu: două palete controlate de jucători încercau să trimită o minge pătrată peste un ecran, similar tenisului de masă. "Pong" a devenit rapid un fenomen cultural și a deschis calea pentru dezvoltarea ulterioară a jocurilor video.

## Jocuri pe Mainframe și Primele Jocuri de Calculator
Înainte de "Pong", au existat și alte jocuri dezvoltate pe mainframe-uri și calculatoare de mari dimensiuni. Aceste jocuri erau adesea create de studenți și cercetători universitari.

### Spacewar!
"Spacewar!" a fost creat în 1962 de Steve Russell, Martin Graetz și Wayne Wiitanen pe un computer PDP-1 la Massachusetts Institute of Technology (MIT). Jocul implica două nave spațiale controlate de jucători care se luptau într-un mediu spațial, cu o stea care exercita atracție gravitațională în centrul ecranului. "Spacewar!" este considerat unul dintre primele jocuri video adevărate datorită complexității sale și interactivității ridicate.

### The Oregon Trail
"The Oregon Trail" a fost creat în 1971 de Don Rawitsch, Bill Heinemann și Paul Dillenberger. Acest joc de simulare educațională permitea jucătorilor să experimenteze călătoria coloniștilor americani pe Drumul Oregonului. Jucătorii trebuiau să gestioneze resursele, să facă față pericolelor și să ia decizii critice pentru a ajunge cu succes la destinație. "The Oregon Trail" a fost un pionier al jocurilor educaționale și a devenit extrem de popular în școlile americane.

## Concluzie
Primul joc video este un concept complex care implică multiple iterații și inovații tehnologice. De la experimentele timpurii cu tuburi catodice și osciloscoape, la jocurile comerciale de succes și jocurile educaționale pe mainframe-uri, fiecare dintre aceste contribuții a jucat un rol crucial în evoluția industriei jocurilor video. Fie că este vorba despre "Cathode Ray Tube Amusement Device", "Tennis for Two", "Spacewar!" sau "Pong", fiecare dintre aceste jocuri a avut un impact semnificativ și a deschis calea pentru dezvoltările ulterioare în domeniul jocurilor video.